# Faïencerie de Niderviller
La faïencerie de Niderviller est l'une des plus anciennes faïenceries de Lorraine et l'une des trois dernières en activité parmi la trentaine de manufactures qui y furent créées au XVIIIe siècle. Elle est aussi la deuxième manufacture en France à avoir fabriqué de la porcelaine, mais la première à avoir réalisé de la porcelaine marchande. Elle fut créée à Niderviller (Moselle) en 1735. Tirant le meilleur parti de sa situation géographique, proche de l'Allemagne et de ses savoir-faire techniques (on pense en particulier à Meissen) et influencée par les mouvements artistiques français (notamment Antoine Watteau), la finesse de ses productions la font souvent comparer à la Manufacture de Sèvres,,.
La faïencerie, qui a fait faillite en 2022 juste après la pandémie COVID a été une filiale du groupe Les Jolies Céramiques sans kaolin, .

## Localisation
La Faïencerie de Niderviller est située à Niderviller, à l'époque en territoire des Trois-Évêchés,, aujourd'hui dans le département de la Moselle, en Lorraine. Le site, au cœur du massif des Vosges[Interprétation personnelle ?] bénéficiait d'une carrière d'argile rouge de type Muschelkalk, témoignage d'une ancienne mer.

## Historique

### Le siècle des lumières et de la noblesse

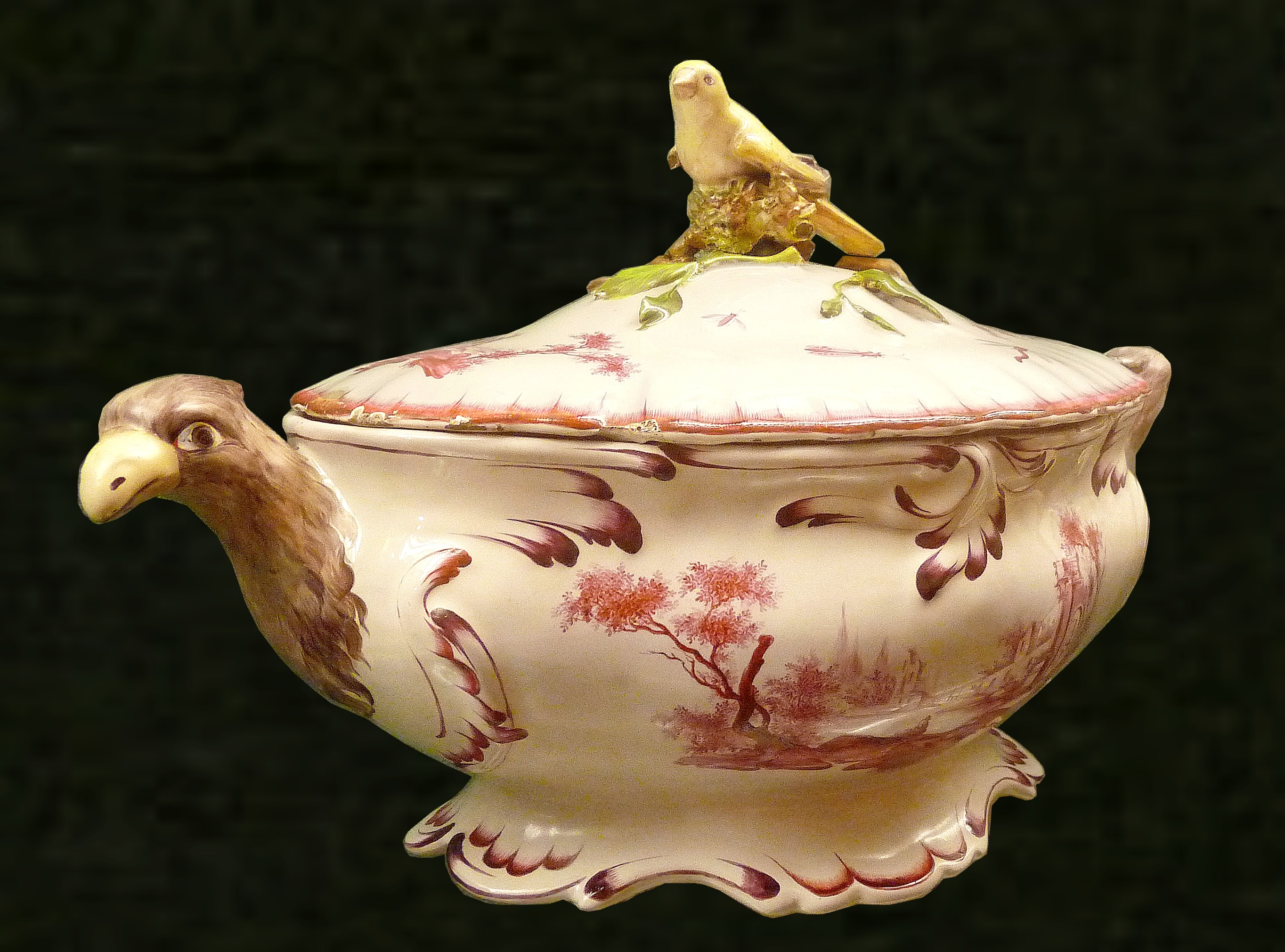
Terrine. Paysage en camaïeu rose, orné de têtes de rapaces, vers 1760. Musée Charles de Bruyères (Remiremont).

En 1735, Anne-Marie André, veuve Défontaine, dame de Niderviller, a l'idée de rentabiliser ses carrières et forêts en lançant une faïencerie. Ce nouveau métier se développe depuis quelques années, notamment en Lorraine (par exemple Pexonne en 1719 ou la faïencerie de Lunéville en 1730), du fait des ressources qui y abondent. Pour cela, elle fait appel à un maître faïencier de Badonviller, Mathias Lesprit.
Le bâtiment en grès rouge des Vosges destiné à accueillir la faïencerie (il abrite encore cette activité à ce jour) est édifié sur un terrain lui appartenant à la place d'un ancien moulin seigneurial. Les premières pièces étaient produites avec la technique du grand feu et s'inspiraient des décors de la Faïence de Rouen.
Cependant les affaires ne prospèrent pas ainsi qu'espéré, contraignant ses neveux à la vente à Jean-Louis Beyerlé, directeur de la monnaie à Strasbourg. Celui-ci achète la faïencerie le 4 septembre 1748 pour 90 000 livres.
Profitant de taxes plus basses liées à sa position dans les terres des Trois-évêchés (par rapport à l'Alsace et la Lorraine ducale voisines) et désirant rivaliser avec les plus prestigieuses manufactures, comme celle de la faïence de Strasbourg de C.F. Hannong -dont il imite les motifs floraux, il embauche des ouvriers et faïenciers de l'Alsace toute proche, dont François-Antoine Anstett formé à Meissen. Ce dernier devient directeur de la fabrique en 1759 après l'incendie qui ravage les bâtiments en 1751 et y introduit la technique du petit feu. Les bouquets de fleurs naturalistes qui sont peints à cette époque s'inspirent également de Jean-Baptiste Monnoyer, tandis que ceux dits chatironnés ont clairement une origine allemande. Niderviller est aussi un spécialiste du style rocaille. Selon Théodore Deck la faïencerie de "Niederwiller" s'inspire beaucoup des décors de Saxe ou d'Alsace, encore qu'elle a inventé un décor imitant les veines du bois . 
F.-A. Anstett est un peintre, arcaniste et chimiste remarquable qui arrive en 1763 (dès 1759 selon d'autres sources), avec du kaolin de Passau (Autriche) -il achète un peu plus tard sa propre carrière à Saint-Yrieix-la-Perche et l'aide d'ouvriers venant de Saxe (Land) en Allemagne,, à produire une porcelaine dure polychrome. C'est peut-être ce qui pousse J.-L. Beyerlé à vendre car l'arrêt royal du 15 février 1766 réserve le privilège de ce type de production exclusivement à la manufacture de Sèvres et il fait donc l'objet de menaces de la part des intendants royaux pour cette infraction. Beyerlé fut aussi inquiété car son sculpteur Philippe Arnold (ancien de Frankenthal) avait trop bien imité certaines statuettes de la manufacture royale de Sèvres réalisées par Jean-Claude Duplessis, tandis que d'autres figurines s'inspiraient des modèles pastoraux ou galants chers à François Boucher et d'autres encore (les cris de Paris) des gravures d'Edmé Bouchardon, de Jacques Callot, Hubert-François Gravelot, Abraham Bosse, Charles Monnet etc..
La manufacture est donc vendue en 1770 -année où elle fournit en pots à pharmacie l'Abbaye Saint-Èvre de Toul - avec la seigneurie pour 400 000 livres à Adam Philippe de Custine, maréchal des camps et des armées du Roi, gouverneur de Toulon. Celui-ci poursuit l'œuvre de son prédécesseur et garde jusqu'en 1778 le même directeur, qui lance à partir de 1772 la terre de pipe ou faïence fine avec des décors naturalistes de papillons et d'insectes. Il nomme ensuite François-Henri Lanfrey (1749-1827) comme nouveau directeur. Sous sa férule, Niderviller engage Joseph Seeger comme chimiste et développe des paysages en trompe-l'œil au coin corné, souvent en camaïeu de pourpre sur fond faux bois, dont de nombreux signés J. Deutsch, particulièrement renommé pour ses œillets, -qui partit ensuite travailler à la manufacture de Sèvres-, certainement apparenté à François-Joseph Deutsch.

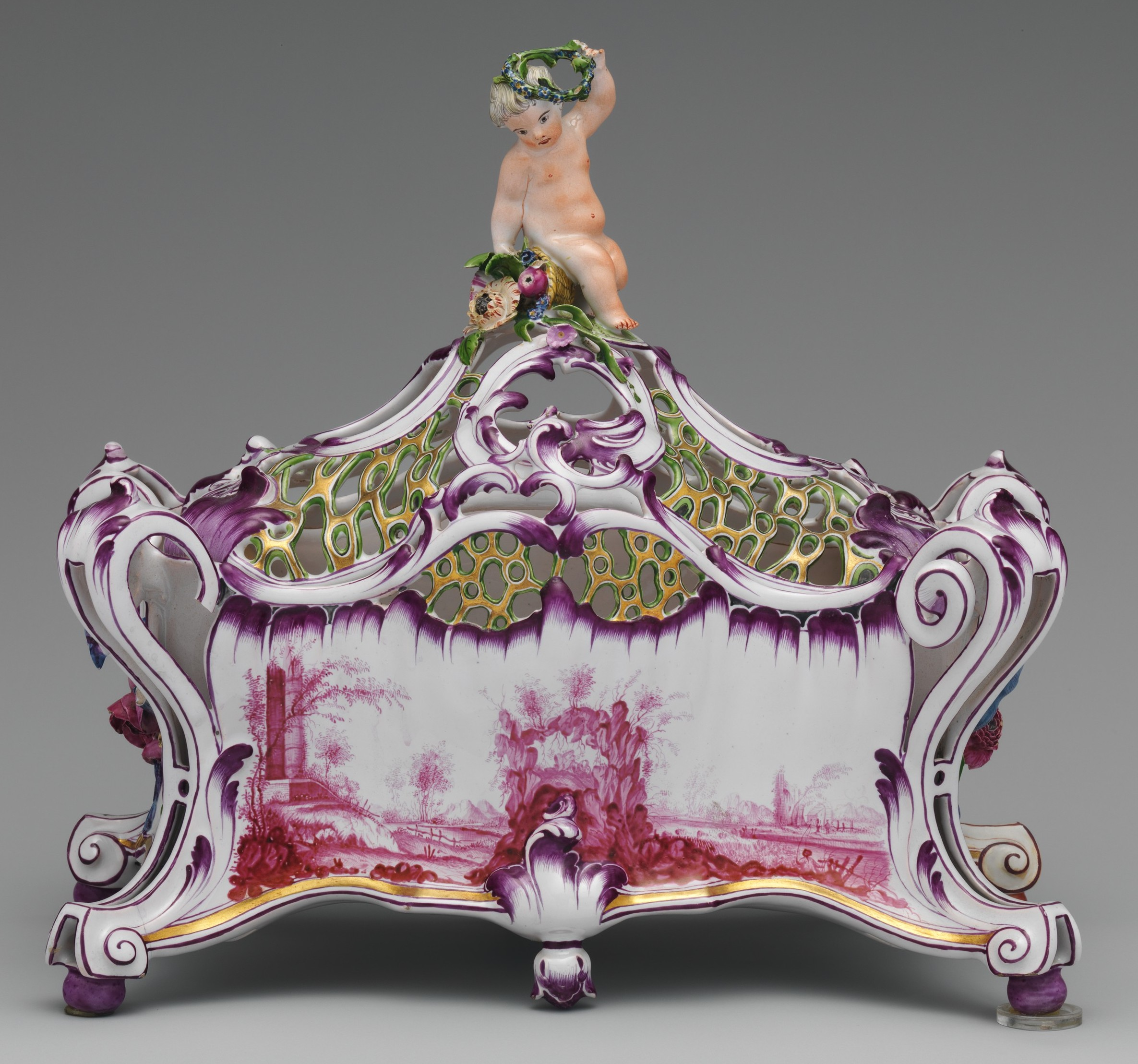
Pot-pourri. Paysage en camaïeu rose, couvercle avec un putto vers 1775. Metropolitan Museum of Art (New-York).

En 1779, la faïencerie rachète une partie des moules de Paul-Louis Cyfflé et accueille son meilleur élève, Charles Gabriel Sauvage dit Lemire, (1741-1827). Ce dernier fit également de nombreuses statuettes rivalisant de délicatesse avec celles de Sèvres, mais aussi la série dite des cris de Paris d'un genre plus populaire. De son côté, Auscher, ancien chef de la fabrication de la manufacture de Sèvres, qualifie la production de Niderviller de "très soignée" et sa porcelaine de "belle & bien venues" tandis qu'Auguste Friedrich Demmin décrit ainsi sa faïence : "belle, assez légère de pâte et d'un émail suave et blanc".
À partir de 1780, Niderviller adopte le décor des porcelaines à l'or mat, dans un goût plus classique, dit Louis XVI. En 1782, un service en porcelaine polychrome est d'ailleurs offert par le comte de Custine à George Washington - le premier président des États-Unis - au Mount Vernon. C'est également de cette époque (1784) que date la Vierge à l'enfant polychrome originellement offerte à l'église de Niderviller qui trône aujourd'hui au Musée national de Céramique (Sèvres).
Sous l'impulsion toujours de ce nouveau directeur, amené donc pour combler les pertes, la faïencerie se lance dans le "cailloutage" à l'anglaise à partir de 1788. La manufacture compte alors environ deux cents ouvriers. Elle produit également des objets en faïence noire à cette époque. 
Cependant, de Custine est guillotiné en 1793 avec son fils et la faïencerie devient un Bien national. La cinquantaine d'ouvriers qui y travaillaient sont embauchés par la manufacture de porcelaine Dihl et Guerhard à Paris, du fait de la fermeture temporaire de la manufacture. Elle rouvre cependant très rapidement et édite de nouveaux modèles -dont des vases- créés par Clodion.

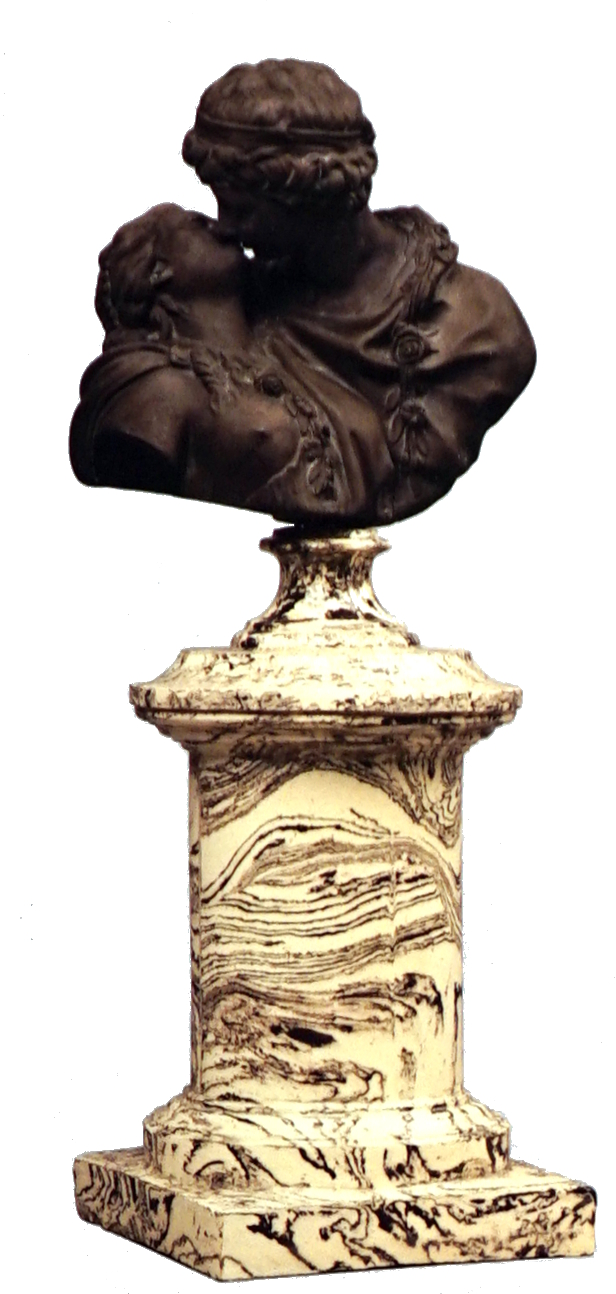
Le baiser donné, d'après Jean-Antoine Houdon en faïence noire, début du XIXe siècle. Musée lorrain (Nancy)

### XIXesiècle: la révolution industrielle
La manufacture sera finalement vendue en 1802 à son directeur, François-Henri Lanfrey le 25 germinal an X. Un bouquet de fleurs en porcelaine réalisé à cette époque -une spécialité de Niderviller, comme elle avait été offerte à la jeune épouse du comte de Custine est adjugé en 2015 pour 21 250 € par Christie's à Paris.
En 1810, un dépôt est ouvert à Paris au 4, de la Rue de la Grange-Batelière.
Pendant la première partie du XIXe, Niderviller continue donc à produire les statuettes qui ont fait sa gloire, répertoriées dans un livre des formes. C'est ainsi qu'en 1819, son Jugement de Pâris est distingué dans l'exposition consacrée aux produits de l'industrie au musée du Louvre. De même, toute sa production (bouquetières, statuettes, vaisselle...) est réputée être faite "de main de maître".
Cependant, à la mort de Lanfrey en 1827, la manufacture est cédée le 25 novembre à Louis-Guillaume Dryander de Sarrebrück, ancien associé de Boch à Mettlach qui abandonnera bientôt la porcelaine, du fait de la trop forte concurrence de Limoges. Il lancera par contre une faïence feldspathique qui permit de faire une vaisselle utilitaire de qualité et lui permit de remporter la médaille d'argent à l'exposition de Paris de 1855.
L'entreprise, alors en territoire Allemand, est transformée en société par actions en 1886.

### XXesiècle: entre expansion & décadence

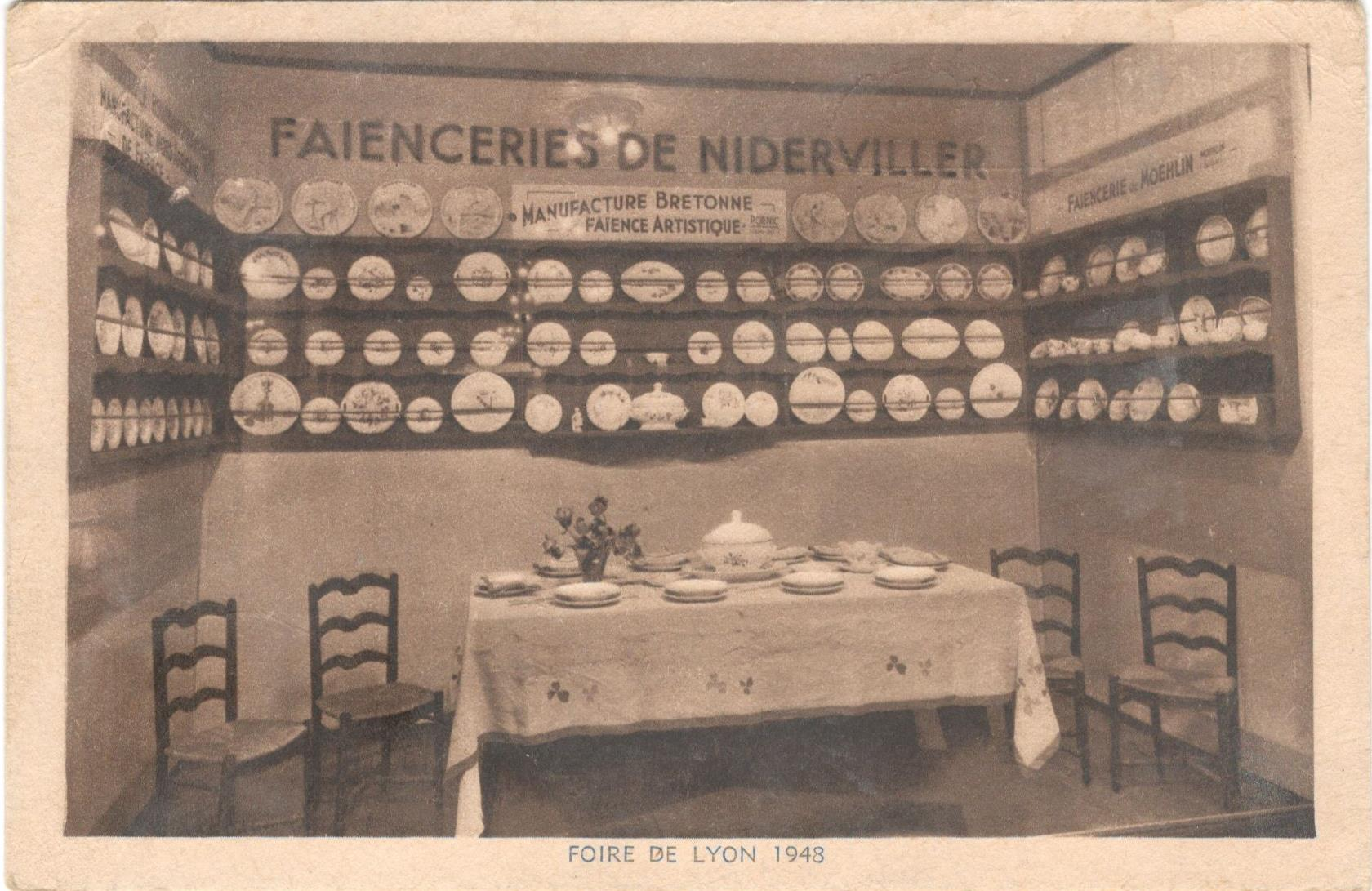
Stand du groupe faïenceries de Niderviller à la foire de Lyon en 1948.

Une filiale est créée en 1906 à Möhlin dans le District de Rheinfelden (Suisse) sous la dénomination, à l'origine, Niederweiler Steingut Fabrik A.G. (Niederweiler étant la graphie allemande de Niderviller) puis Faïencerie de Moehlin. Louis Dryander y développe à partir de 1937 un atelier d'art. Cette usine ferme en 1956.
Une faïencerie est aussi ouverte en Algérie (la MNAF, Manufacture Nord Africaine de Fayence, à Oran) en 1946, toujours sous l'impulsion de Louis Dryander, puis deux autres faïenceries rachetées : Céramique de Saint-Amand-les-Eaux connue notamment pour sa marque "moulin des loups" et son site d'Orchies et faïencerie Sainte-Radegonde-en-Touraine) qui seront respectivement fermées en 1984 et 1986.
Au cours de la Seconde Guerre mondiale, une partie de la famille Dryander se réfugie à Pornic. L'endroit leur ayant plu, une succursale y est créée en 1947 sous la dénomination Manufacture Bretonne de Faïences Artistiques MBFA à qui Niderviller fournira le biscuit.La faïencerie et ses filiales resteront entièrement dans la famille Dryander jusqu'en 1948. Mais le groupe sera ensuite racheté progressivement par la banque Worms jusqu'en 1963, puis par la société SITRAM en 1981, à la suite de la nationalisation de la banque. À la suite de nouvelles difficultés le groupe sera repris en Société coopérative et participative (SCOP) en 1987, qui sera elle aussi, mise en redressement judiciaire en 1993.
Aujourd'hui, dans les ventes aux enchères, les statuettes ou une assiette du XVIIIe siècle, sont vendues pour quelques milliers d'euros.

## Monument historique
En 1994, les bâtiments de la faïencerie de Niderviller sont inscrits à titre de monument historique

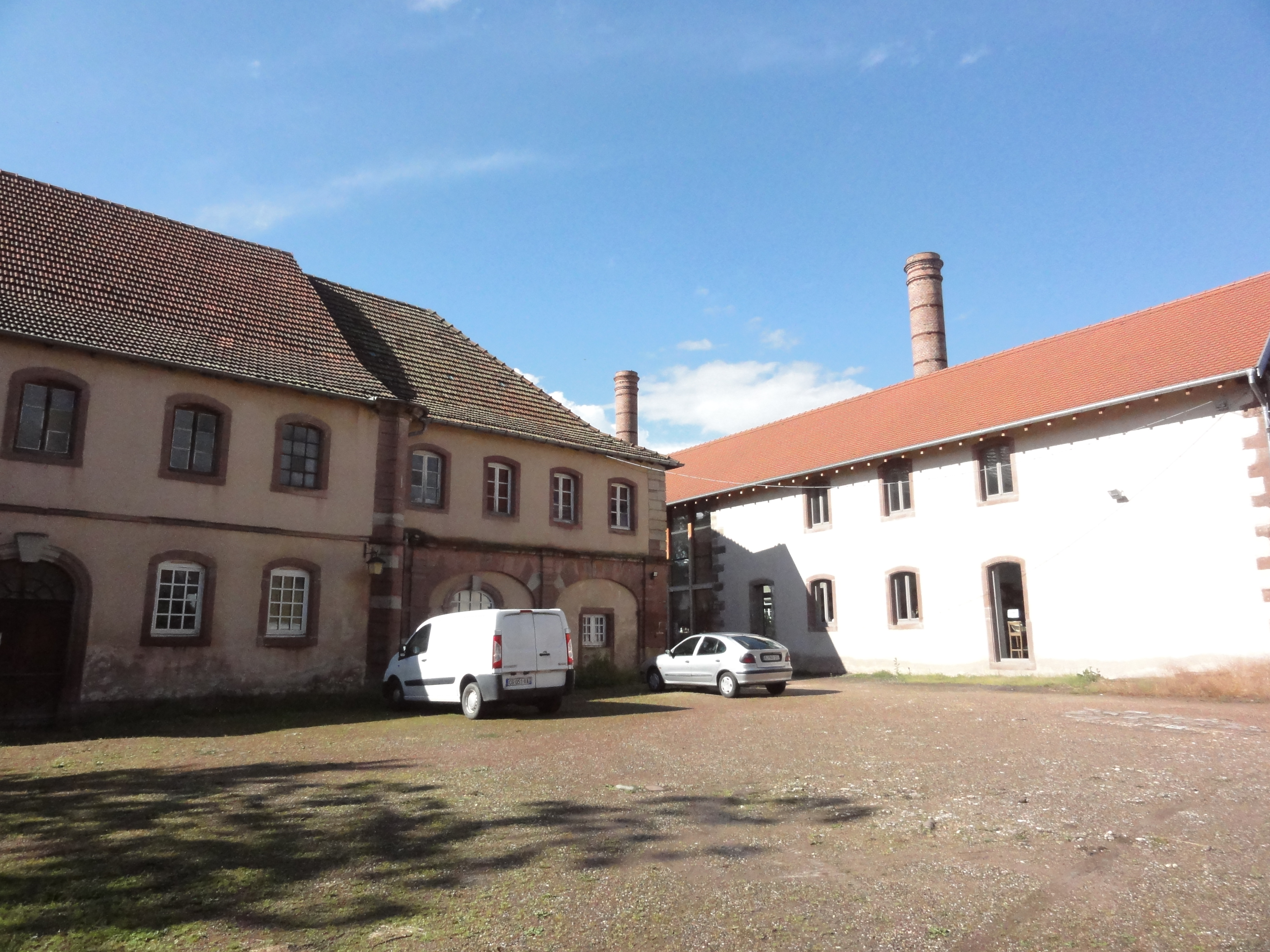
La faïencerie, monument historique.
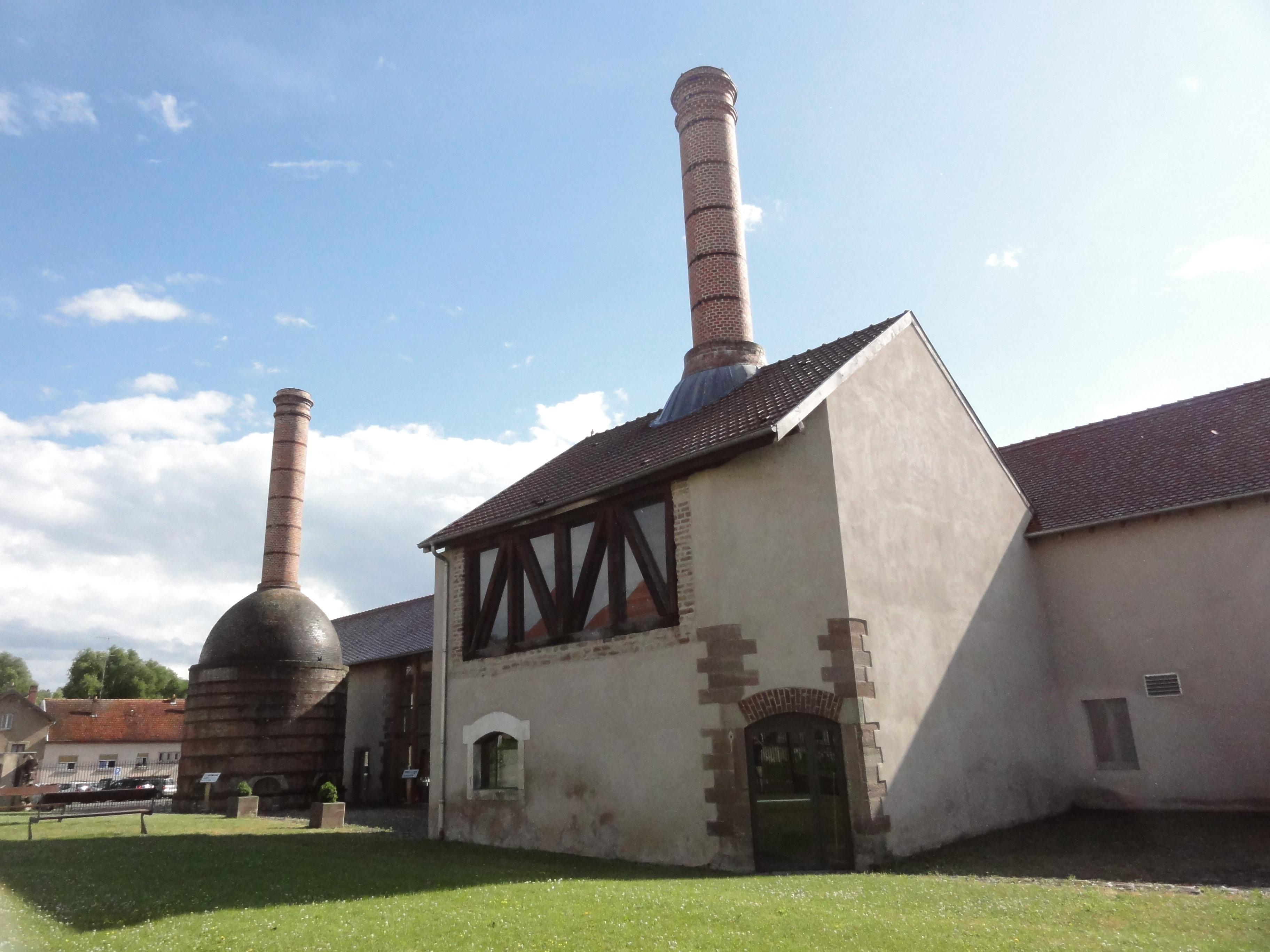
Les fours "bouteille".
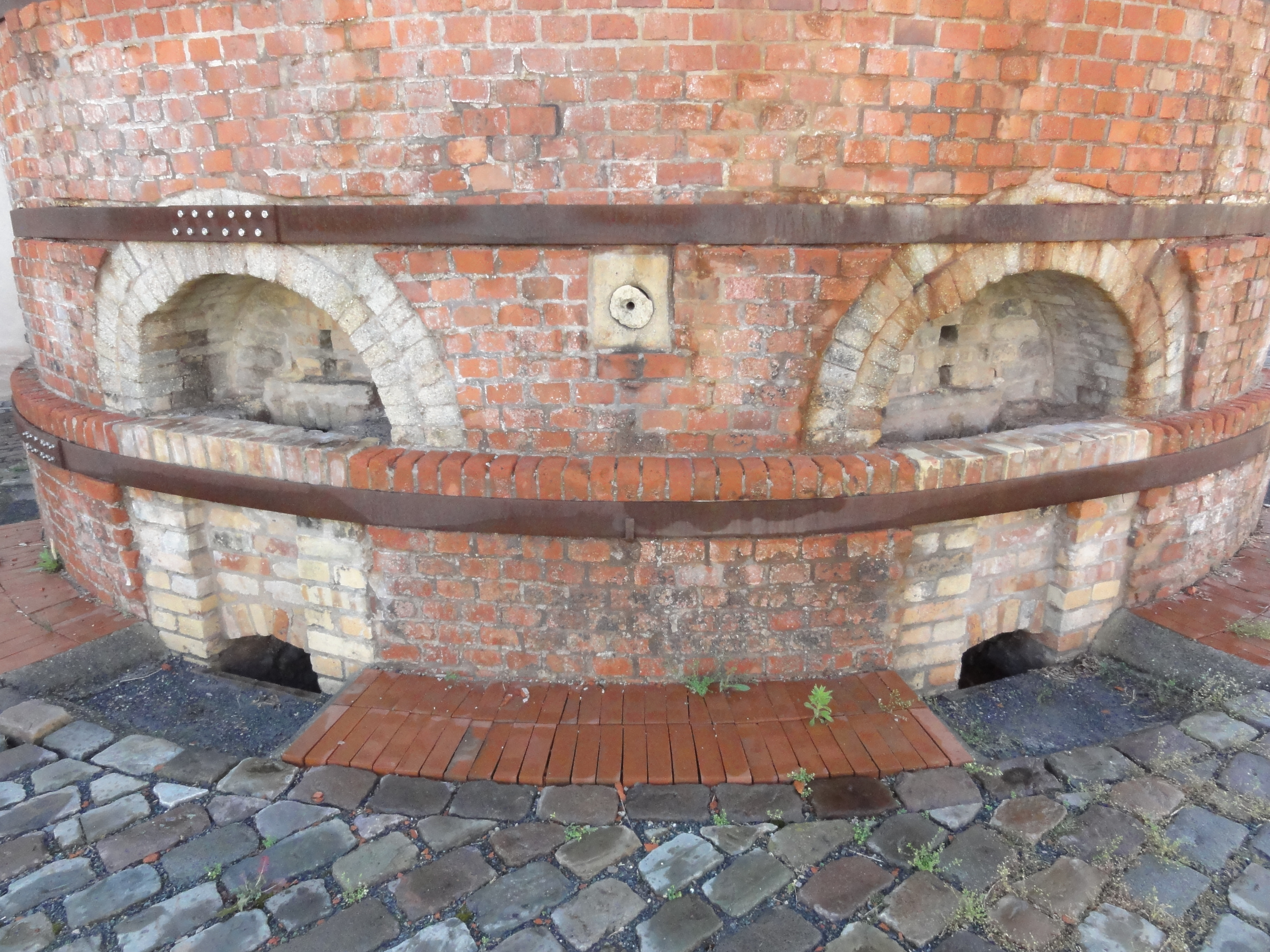
Détail d'un four bouteille.

## Musées et collections

### En France
De nombreux musées exposent des pièces fabriquées à Niderviller. Parmi ceux-ci le Musée du Louvre, le Musée des arts décoratifs de Paris, le Musée national de Céramique à Sèvres, le Musée lorrain à Nancy, le Musée de la Cour d'Or à Metz, le Musée des arts décoratifs de Strasbourg, le Musée de la Folie Marco à Barr, le Musée des beaux-arts et d'archéologie de Besançon, le Musée des Ursulines de Mâcon, le Palais des beaux-arts de Lille, le Musée national Adrien Dubouché à Limoges, le musée du Château de Pau, le Musée de la Chartreuse de Douai, le Musée de la Loire à Cosne-Cours-sur-Loire, le Musée Gallé-Juillet à Creil… 

### Dans le monde
Les céramiques de Niderviller sont exposées dans de nombreux musées à travers le monde : Musée d'anthropologie de Vancouver British Columbia, au Canada, mais aussi le Smithsonian Institution à Washington (district de Columbia), le Metropolitan Museum of Art à New York où sont exposées les statues des 4 continents ca. 1775, le Museum für Kunst und Gewerbe à Hambourg, le  Kensington Museum  à Londres et aussi des musées à Bâle, Zurich…

Faïences et porcelaines du XVIIIe siècle
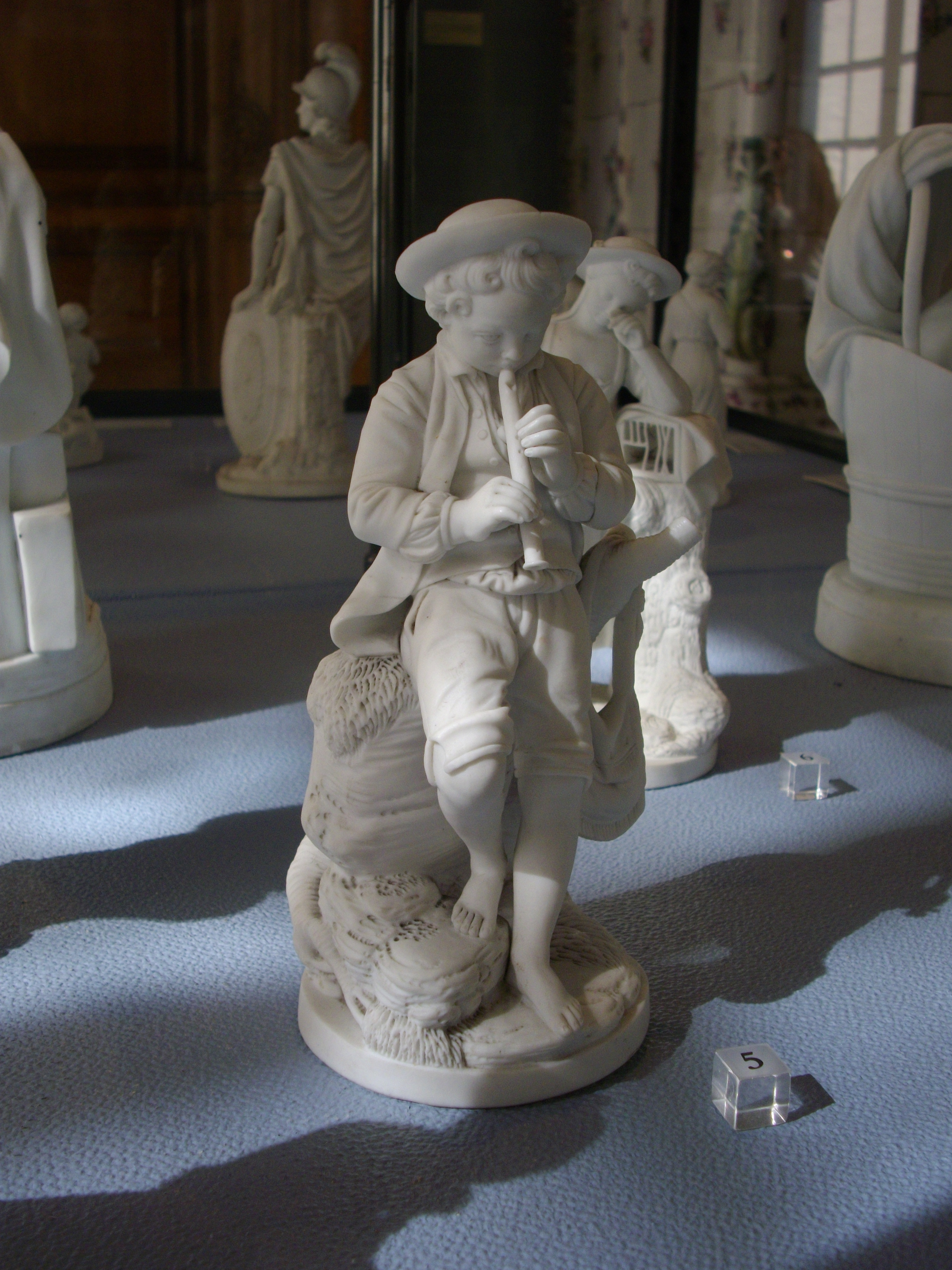
Joueur de hautbois. Faïence de Niderviller, vers 1780, Musée lorrain.
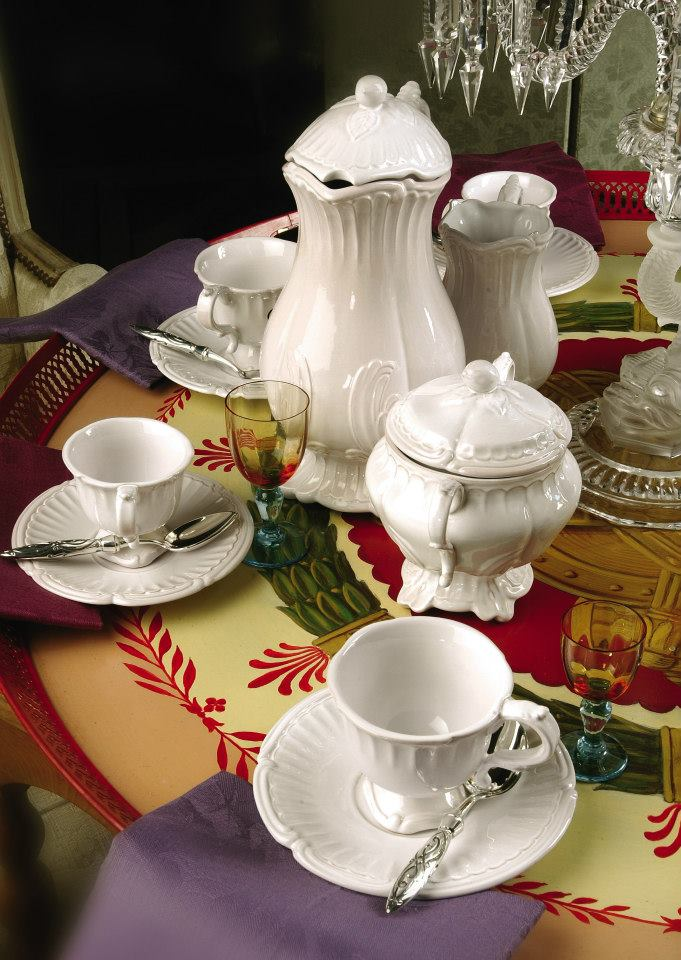
Ensemble Beyerlé, formes faïence de 1748, Niderviller.
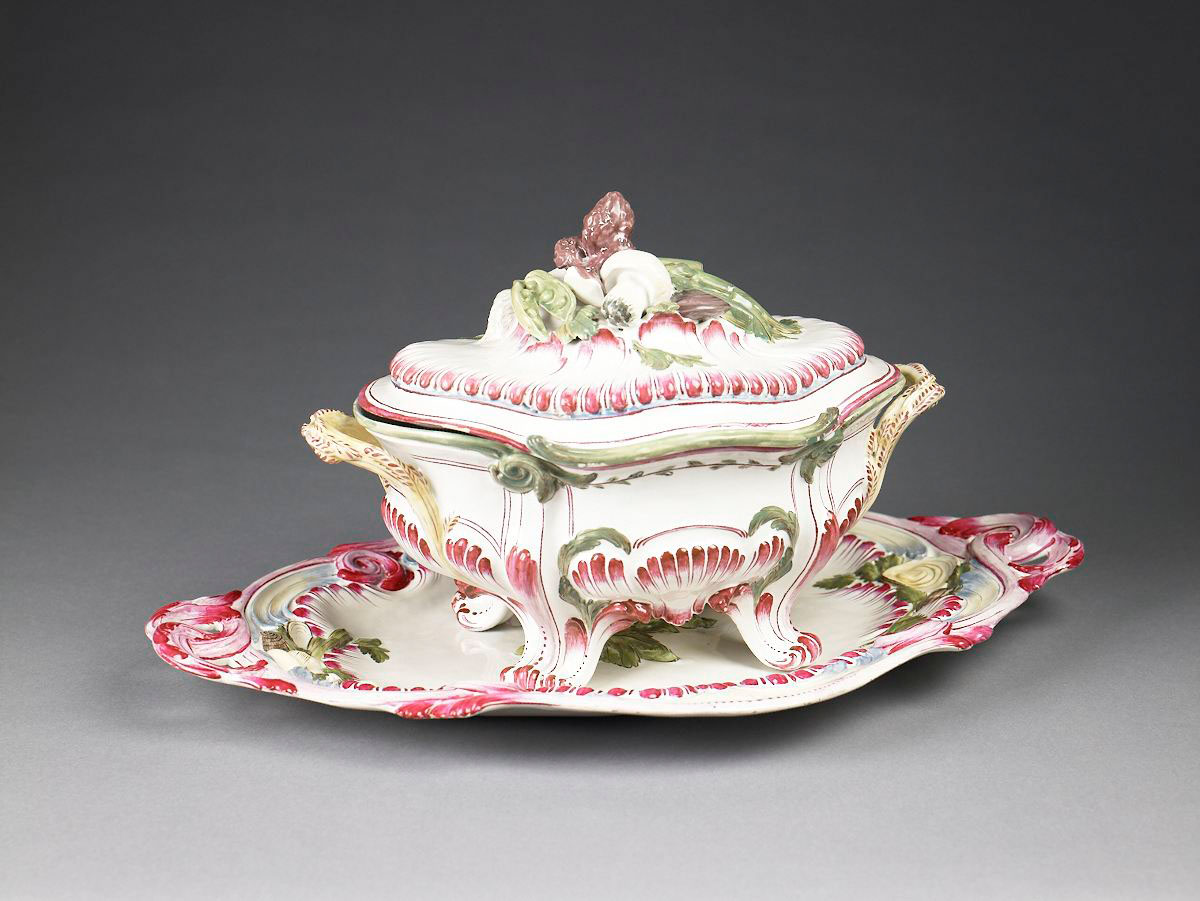
Soupière à couvercle XVIIIe siècle, faïence de Niderviller, Birmingham Museum and Art Gallery.
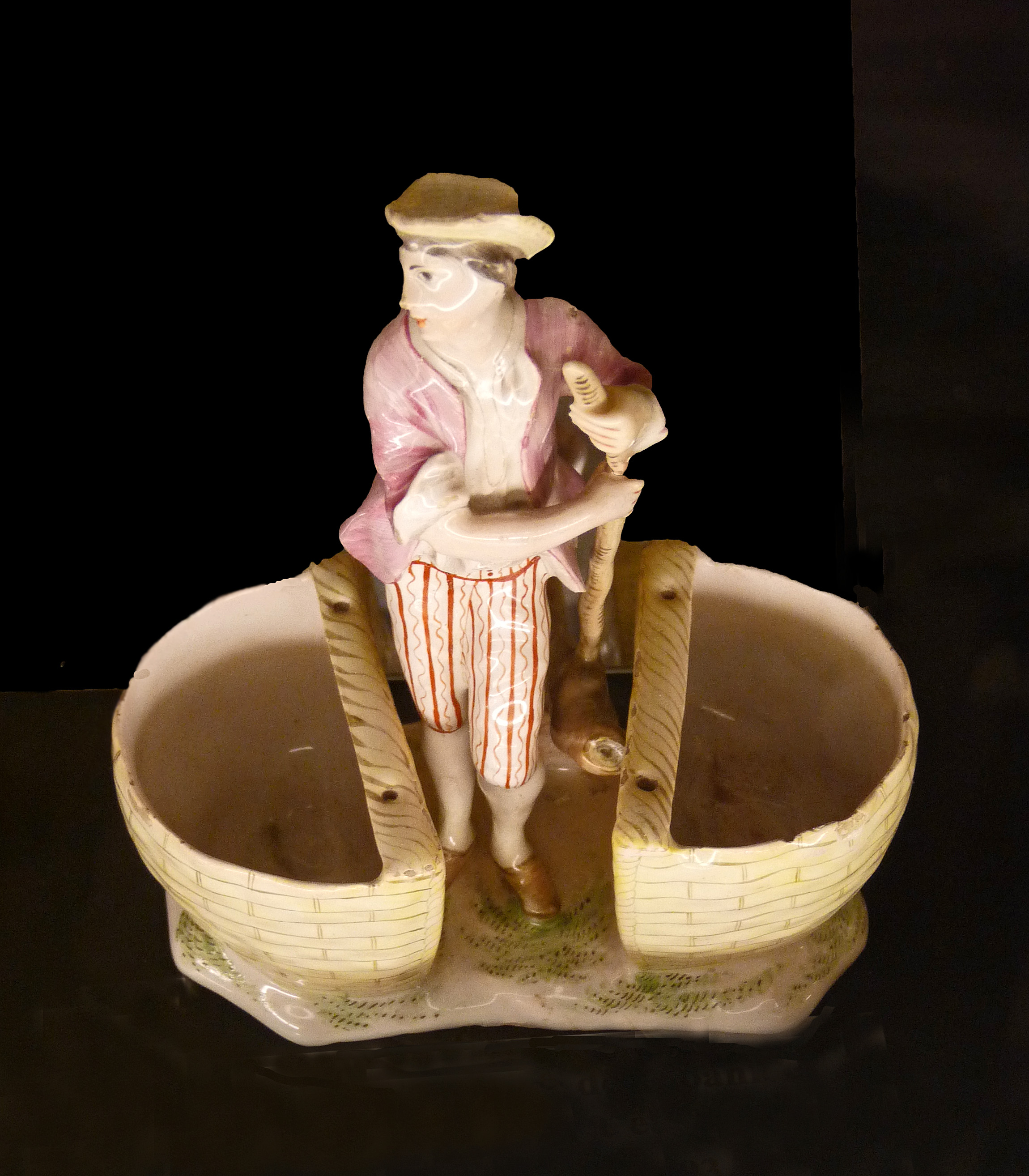
Statuette à deux paniers pour poivre et sel, faïence de Niderviller, XVIIIe siècle. Musée du pain d'épices et de l'art populaire alsacien.
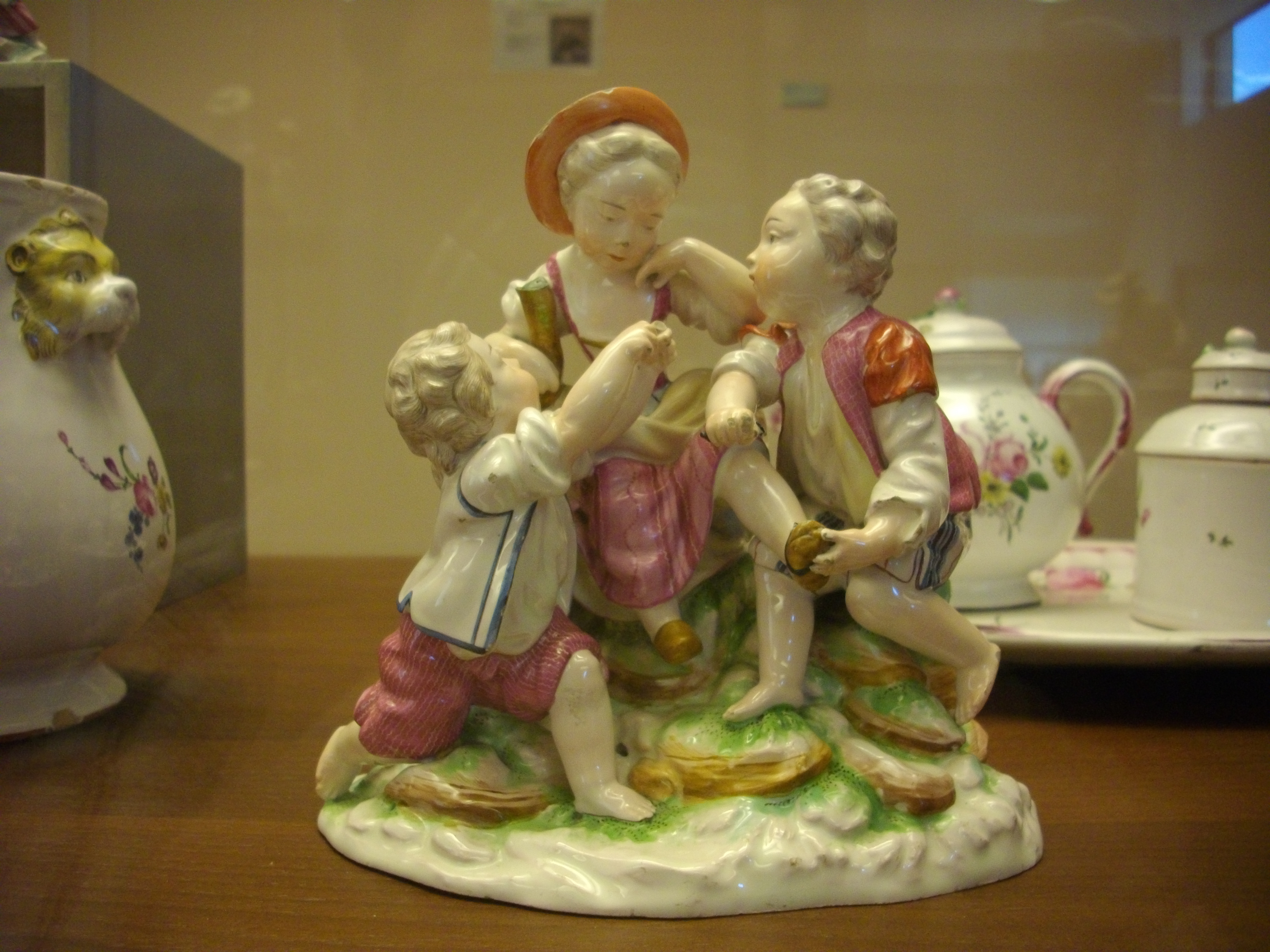
Le sabot cassé, faïence de Niderviller, XVIIIe siècle, Musée du pays de Sarrebourg.
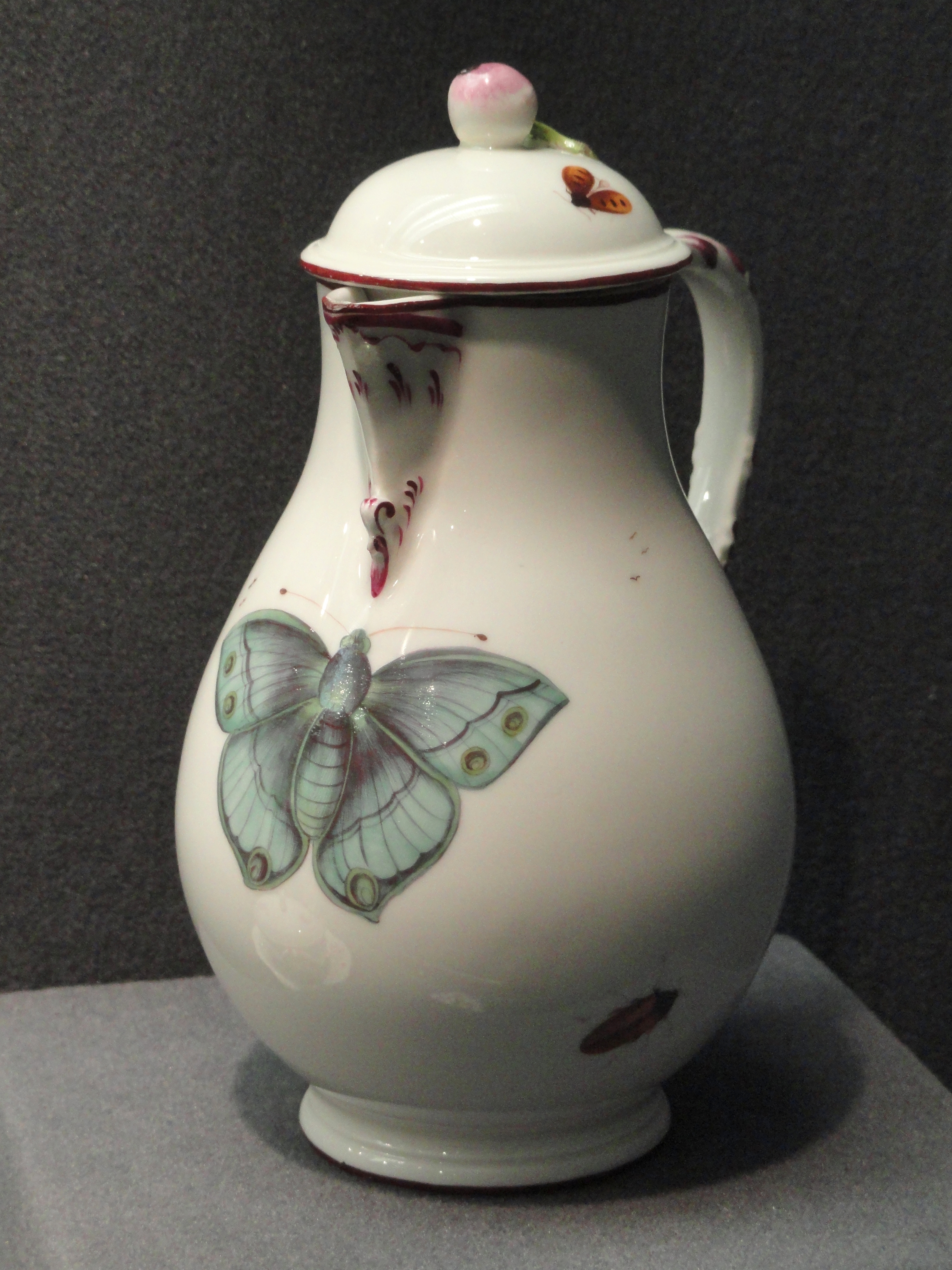
Pot à lait porcelaine de Niderviller vers 1775. Musée Gardiner à Toronto.
Corbeilles ajourées en porcelaine de Niderviller, vers 1785. Musée Hallwyl à Stockholm.
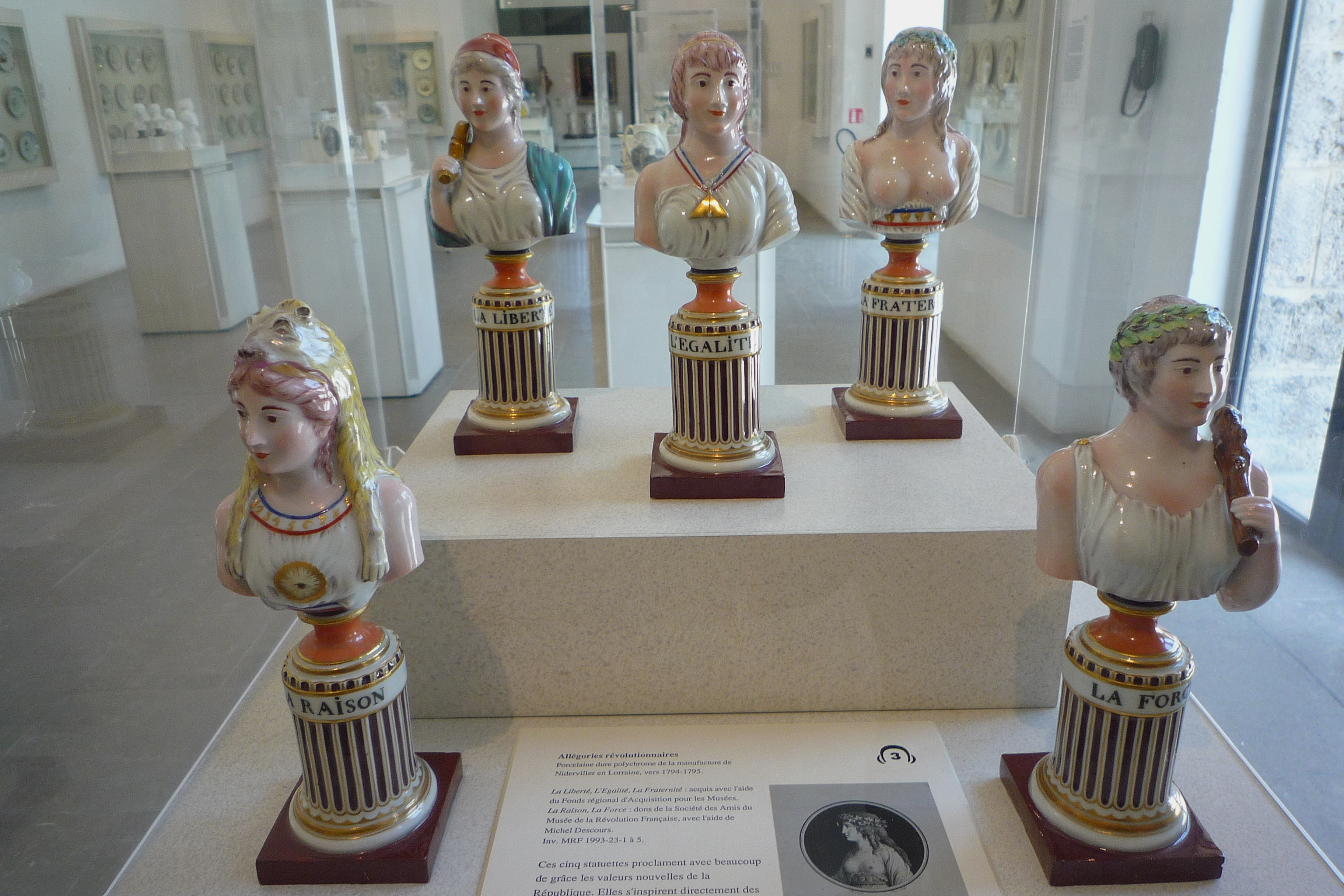
Statuettes révolutionnaires en porcelaine, 1794-1795, Musée de la Révolution française.

#### Sources historiques
- [la faïence] Théodore Deck, la faïence, Paris, Maison Quantin, mars 1887, 298 p.  (En ligne sur Gallica).
- [Auscher 1914] Ernest Simon Auscher (ex-chef de fabrication à Sèvres 1879-1889), Comment reconnaître les porcelaines et les faïences d'après leurs marques et leurs caractères, Paris, libr. Garnier Frères, 1914 (réimpr. 1921), 494 p., sur gallica (lire en ligne), p. 134 (voir aussi p. 130-131). .
- [Chaffers 1912] (en) William Chaffers, Marks and Monograms On Pottery and Porcelain, Londres, Reeves & Turner, 1912, 1080 p., sur books.google.bj (lire en ligne). .
- L'avant-coureur : feuille hebdomadaire, Paris, libr. Lacombe, 1772, 832 p..
- [Chavagnac & Grollier 1906] Xavier-Roger-Marie de Chavagnac et Marquis de Grollier (préf. Marquis de Vogüé), Histoire des manufactures françaises de porcelaine, Paris, Alphonse Picard & Fils, 1906, 966 p., sur gallica (lire en ligne), p. 49. .
- [Demmin 1873] Auguste Demmin, Guide de l'amateur de faïences et porcelaines : poteries, terres cuites, peintures sur lave, émaux, pierres précieuses artificielles, vitraux et verreries, t. 3 (Partie 2), Paris, libr. Veuve Jules Renouard, 1873, 4e éd., (p. 1107 à 1596) 489, sur archive.org (lire en ligne), p. 1157. .
- [Le Normand 1820] Louis-Sébastien Le Normand, Description du musée des produits de l'industrie française exposés au Louvre en 1819, t. 3, deuxième section, Paris, libr.-éd. Bachelier, coll. « Annales de l'industrie nationale et étrangère, ou Mercure technologique », 1820, 360 p., sur books.google.fr (lire en ligne). .
- [Mareschal 1868] Auguste-Alexandre Mareschal, Les Faïences Anciennes & Modernes. Leurs Marques & Décors, Beauvais, Victor Pineau, 1868, 91 p., sur archive.org (lire en ligne). .
- [Morey 1871] P. Morey, « Les statuettes dites de terre de Lorraine avec un exposé de la vie et des œuvres de leurs principaux auteurs : Cyfflé, Sauvage dit Lemire, Guibal et Clodion », Mémoires de la Société d'archéologie lorraine,‎ 1871, p. 5-48 (OCLC 494257307, lire en ligne [sur archive.org]). .
- [Tainturier 1868] Alfred Tainturier, Recherches sur les anciennes manufactures de porcelaine et de faience, Alsace et Lorraine (tirage total de 225 exemplaires ; en fin d'ouvrage figure le tarif des groupes , figures et vases peints en biscuit qui se fabriquent dans la manufacture de porcelaine et terre de pipe de Niderwiller), Strasbourg, impr. veuve Berger-Levrault, 1868, XV pl. + 95, sur books.google.fr (lire en ligne), p. 38. .
- [Zimmermann & Graesse 1910] (de) Ernst Zimmermann et Johann Georg Theodor Graesse, Führer für Sammler von Porzellan und Fayence, Steinzeug, Steingut usw. Vollständiges Verzeichnis der auf älterem Porzellan, Fayence, Steingut usw. befindlichen Marken, Berlin, Richard Carl Schmidt & Co, 1910, 405 p..

#### Ouvrages techniques & didactiques
- [Aldridge 1971] Eileen Aldridge, les porcelaines, Vérone, Larousse poche couleurs, 4ème trimestre 1971, 159 p. .
- [Bichet & Bourgon 2013] Patrick Bichet et Henry Bourgon (trad. de l'allemand), La Faïencerie De Niderviller. Ses origines il y a 250 ans, Drulingen, SHAL, février 2013, 55 p. (ISBN 978-2-909433-46-2 et 2-909433-46-3). .
- [Dauguet & Guillemé-Brûlon 1990] Claire Dauguet & Dorothée Guillemé-Brûlon, Reconnaître les origines des faïences françaises, Paris, éd. Charles Massin, coll. « Aujourd'hui s'installer en », juillet 1990, 100 p. (ISBN 2-7072-0085-9, OCLC 928116498, ASIN B0045C1U4O). .
- [Dessagne 1986] René Dessagne, Histoire de la porcelaine de Limoges, Limoges, terres vivantes, 1986, 184 p. (ISBN 2-85521-069-0). .
- [Dubus 1984] Dominique Dubus, La famille Seeger : aperçu des manufactures de Niderviller et de la rue Pierre Levée à Paris aux XVIIIe et XIXe siècles, Évreux, Cauge, 1984 (ISBN 2-904815-01-5).
- [Dugardin 1975] Anne-Marie Mariën Dugardin, faïences fines, Bruxelles, Musées Royaux d'art et d'histoire, janvier 1975, 279 p. .
- [Fouchet 1997] Nelly Fouchet, L'argus des ventes aux enchères céramique, Langres (52), Dorotheum éditions, coll. « Valentine's auction sales prices », janvier 1997, 544 p. (ISBN 2-909876-13-6). .
- [Fourest 1982] Henry-Pierre Fourest, "La céramique européenne", Milan, Kodansha, 1982, 399 p. (ISBN 2-09-290536-8). .
- [Guillebon 1985] Régine Plinval de Guillebon, La Porcelaine à Paris sous le Consulat et l'Empire : fabrication, commerce, étude topographique des immeubles ayant abrité des manufactures de porcelaine, Genève, Droz, 1985, 239 p., sur books.google.fr (présentation en ligne). .
- [Guillemé-Brulon 1999] Dorothée Guillemé-Brulon et al., Histoire de la faïence française. Strasbourg-Niderviller : sources et rayonnement, Paris, C. Massin, 1999, 167 p. (ISBN 2-7072-0345-9).
- [Hassenforder 1990] Martine Hassenforder, Les faïenciers de Niderviller, Sarrebourg, Musée du pays de Sarrebourg, 1990, 100 p. (ISBN 2-908789-07-8).
- [Haug & Deflassieux 1973] Hans Haug (Mme) et Françoise Deflassieux, Faïences et porcelaines de l'est. Lunéville, Saint-Clément, Niderviller, Paris, ABC Collection, coll. « Hors-série ABC décor », novembre 1973, 140 p. (ASIN B0014ML3UY).
- [Heckenbenner et al. 1996] Dominique Heckenbenner (dir.), Porcelaines de Niderviller (catalogue d'exposition, Musée du pays de Sarrebourg, 29 juin-22 septembre 1996), Sarrebourg, Musée du pays de Sarrebourg, 1996, 72 p. (ISBN 2-908789-12-4).
- [Humbert 1993] Les arts décoratifs en Lorraine de la fin du XVIIe siècle à l'ère industrielle, Paris, Les éditions de l'amateur, 1993, 207 p. (ISBN 978-2-85917-157-5). .
- [Janin-Daviet & La Verrie 2007] Jean-Louis Janin-Daviet et Hervé de la Verrie, Mémoire d'une collection éphémère au Château d'Haroué, Drulingen, imprimerie Scheuer, octobre 2007, 187 p. (ISBN 978-2-913162-71-6 et 2-913162-71-1). .
- [Lesur & Lesur 1950] Tardy Lesur et Adrien Lesur, Les porcelaines françaises. Caractéristiques, marques, Aubenas, Tardy, 1950 (réimpr. 1987), 836 p. .
- [Noël 2005] Maurice Noël, « La petite statuaire lorraine en céramique, reflet de l'Europe des lumières », Mémoires de l'Académie nationale de Metz, t. 18, série 7, 186e année,‎ 2005, p. 259-290 (lire en ligne [sur gallica]). .
- [Soudée-Lacombe 1984] Chantal Soudée-Lacombe, Faïenciers et Porcelainiers De Niderviller au XVIIIe siècle, SHAL, coll. « Le Pays Lorrain n°1 », février 1984, 76 p..